# Samnangerfjorden
Samnangerfjorden er en  fjord i Vestland fylke i Norge. Den er er en fjordarm af Fusafjorden og Bjørnafjorden i kommunerne Fusa, Os og Samnanger som strækker sig 22 kilometer ind til selve Samnanger og Tysse.
Fjorden har indløb mellem Storholmen på enden af øen  Bogøya i øst og bebyggelsen Gjemdal i vest. Øst for Storholmen ligger indløbet til Ådlandsfjorden. Fjorden strækker sig nordover vestsiden af Bogøya og ved bebyggelsen Utskot deler den sig i to, som begge går mod nord. Den vestlige arm er sidefjorden Trengereidfjorden som går mod nord til Trengereid. Den østlige fortsætter videre nordover som Samnangerfjorden og drejer til slut mod øst og åbner sig til en bredning. I den sydøstlige ende af bredningen ligger kommunecenteret Tysse, mens bygden Samnanger ligger i den nordvestlige del.